# Либідь (готель)
Готель «Либідь» — 17-поверховий 3-зірковий готель в Києві. Певний час будівля готелю була однією з найвищих у місті. Готель входив до структури Всесоюзної туристичної агенції «Інтурист» і обслуговував іноземних гостей.
25 грудня 1970 р. готель «Либідь» офіційно почав приймати відвідувачів. Назва «Либідь» була не випадковою. Вона походить від імені київської княжни на ймення Либідь, сестри літописних засновників міста, а також перегукується з назвою річки Либідь, колись повноводної, яка донині протікає неподалік від готелю.

## Історія будівництва
Площа сформувалася як базарна на західній околиці міста в середині XIX століття. Назву Галицька отримала, оскільки звідси починався шлях на захід — до Галичини. На Галицькій площі була побудована Залізна церква святого Івана Золотоустого, що була знищена більшовиками в 1930-х, нині приблизно на цьому місці побудований будинок цирку.
У лютому 1858 генерал-губернатор Іларіон Васильчиков дозволив євреям публічно торгувати на Галицькій площі, і, як наслідок, утворився популярний міський Галицький ринок, в просторіччі — Єврейський базар або Євбаз — одне з історичних місць Києва, яке традиційно пов'язують з минувшиною єврейської громади. Ринок був ліквідований наприкінці 1950-х років.
У 1981-1982 роках площу реконструювали, влаштувавши підземний перехід; в її центрі спорудили обеліск Місту-герою Києву.
Адресу «Галицька площа» в Києві мають лише три будівлі: готель «Либідь» — № 1, цирк — № 2 і торговий центр «Україна» (раніше універмаг «Україна») — № 3.
2 травня 1964 Київський міськвиконком видав розпорядження про виділення місця під будівництво готелю на 500 місць з робочою назвою «Інтурист». Головним архітектором проєкту була Наталія Чмутіна. Будівництво розпочали у квітні 1965 року і закінчили в грудні 1970.
У 1971 на торці будівлі встановлений горельєф "Либідь" із кованої міді з зображенням літописної княжни. У вестибюлі готелю стоїть бронзова скульптура "Летюча Либідь" — фрагмент знаменитого монумента засновників Києва. Під місцем будівництва готелю протікали ґрунтові води, пов’язані з річкою Либідь.
Готель є найвищою будівлею безпосередньо на Галицькій площі. 17-поверхова споруда висотою 54,7 м (з технічною надбудовою — 57,5 м) і об'ємом 49 904 м³ має вигляд 14-поверхового паралелепіпеда, розміщеного на двоповерховому подіумі та проміжному поверсі, де розташовані вестибюль готелю, ресторан «Ольвія», лобі-бар, конференц-зали «Слов'янський» і «Галицький» та адміністративні приміщення. Житловий об'єм готелю (ширина 13,7, довжина 48 м) має коридорну систему з двостороннім розташуванням номерів. Для обробки фасадів використані легкі навісні панелі на алюмінієвому каркасі, облицьовані зовні марблітом. Перші два поверхи облицьовані природним каменем. Вхід до готелю підкреслений масивним залізобетонним козирком значної ширини.
Виходячи з історичного місця і назви, в інтер'єрі готелю були використані сюжети української історії, втілені у графіці, мозаїці та забарвленні. Великий конференц-зал «Слов'янський» прикрашений чудовою мозаїкою і різьбленням по дереву. Всі зображення передають історію цього місця — це козаки на чайках пливуть по річці, Нестор Літописець, і українські музики. Вражає своєю масштабністю мозаїчне зображення річки Либідь. Панно повністю займає одну із сторін залу. У холі готелю виставлені 2 картини розмірами близько 2 м, написані олійними фарбами. На картинах також зображено річки і українських героїв, описаних у літописах та інших історичних книгах.

## Експлуатація

Прем'єр Готель Либідь

При відкритті готель мав 208 житлових номерів, із яких було 14 люксів. Були встановлені швидкохідні фінські ліфти і фінська сантехніка. Номери обладнані німецькими меблями, облицювання стін також було виконано німецькими матеріалами. У вестибюлі будівлі розміщувалися кіоски з продажу сувенірів і тютюнових виробів. «Союздрук» продавав пресу, в тому числі з капіталістичних країн. Були пункти обміну валюти та валютний бар.
Іноземцям та радянській еліті відразу сподобався готель у центрі міста. За 47 років свого існування, готель «Либідь» прийняв безліч іменитих гостей із усього світу — це і дипломатичні делегації, і кінорежисери, актори і популярні співаки та музиканти. Більшість футболістів, переможного київського «Динамо», святкували тут свої весілля.
У 1998-2002 роках була проведена реконструкція номерного фонду готелю. Проєкт реконструкції був розроблений «КиївЗНДІЕП».
У 2016 році готель «Либідь» увійшов до складу мережі українських готелів Premier Hotels and Resorts і поповнив колекцію готелів бізнес-класу, змінивши свою назву на Прем'єр Готель Либідь (Premier Hotel Lybid)
У 2016 році була проведена реконструкція фасаду готелю.
На сьогоднішній день Premier Hotel Lybid є одним із тризіркових готелів столиці.

## Характеристики готелю
На початку 2000-х років у готелі було 274 номери, з них 32 трикімнатних і чотирикімнатних апартаментів категорії «Люкс». Всі номери оснащені супутниковим телебаченням, прямим виходом на міжнародну телефонну лінію, електронною системою безпеки, холодильником і туалетним приладдям. У номерах встановлена центральна система кондиціонування з керуванням у кожному номері.
У розпорядженні гостей є ресторан на 110 персон і лобі-бар на першому поверсі. У готелі допускається розміщення за типами ВВ і HB. На всій території готелю заборонено палити, для куріння є спеціально обладнана кімната на першому поверсі. Wi-Fi безкоштовний та надається у зонах загального користування готелю. Готель «Либідь» має в своєму розпорядженні кілька конференц-залів з різною кількістю учасників і бізнес-центр, який обладнано всім необхідним для роботи.